# Kirchlberg
Kirchlberg ist ein Ortsteil der Gemeinde Straßlach-Dingharting im oberbayerischen Landkreis München.

## Geographie
Die Einöde liegt etwa 700 m westlich des Zentrums von Großdingharting. Die Kreisstraße M 5 führt dorthin.
Am Fuß des Kirchlberges liegt die Wallfahrtskapelle Maria Dolorosa, weiter oben befinden sich einige Wochenendhäuser.